# Alternativne metode za napovedovanje toksičnosti
Alternativne metode za napoved toksičnosti so metode, s katerimi nadomestimo, zmanjšamo ali spremenimo testiranja toksičnosti na živalih (t. i. in vivo metode). Sledijo koncepu zamenjave, zmanjšanja in izboljšanja, ki zajema tri načela: »reduction« ali zmanjšanje, »refinement« ali izboljšanje in »replacement« ali zamenjava.
»Reduction« ali zmanjšanje označuje prizadevanje za zmanjšanje števila poskusnih živali, vključenih v raziskavo, »refinement« ali izboljšanje pa vključuje zmanjševanje stresa in nelagodja živalim, vključenim v raziskave. »Replacement« ali zamenjava predstavlja zamenjavo in vivo metode z alternativno metodo, ki nam omogoči pridobitev enako kakovostnih rezultatov.
Aternativne metode, s katerimi lahko nadomestimo in vivo metode, lahko razdelimo na:
- in silico napovedne modele (SAR, QSAR modeli in ekspertni sistemi)
- in vitro modele (na primer testi na izoliranih tkivih in organih, različnih celičnih linijah, bakterijskih sevih, ...)[1][2]

Pomemben dejavnik pri razvoju in uporabi alternativnih metod je sistem REACH (Registration, Evaluation, Authorisation and Restriction of Chemicals). Sistem si prizadeva izboljšati varovanje zdravja ljudi in narave ter vzpodbuja in pospešuje razvoj ter uzakonitev alternativnih metod za oceno toksičnosti.

## In silico napovedni modeli
V to skupino alternativnih metod spadajo modeli SAR in QSAR ter ekspertni sistemi.

### SAR in QSAR
SAR in QSAR sta teoretična modela, ki na podlagi kemijske strukture spojine napovesta fizikalno-kemijske in biološke lastnosti spojine.

#### SAR
SAR (»Structure-Activity-Relationship«) je kvalitativna povezava med kemijsko strukturo in delovanjem spojine. Kvalitativen odnos je izpeljan iz podakov, ki omogočajo binarno napoved (spojina je/ni mutagena). Omogoča tudi opredelitev dela spojine, ki je odgovoren za vezavo na tarčo, in njen učinek.

#### QSAR
QSAR (»Quantitaive Structure-Activity Relationship«) je matematični algoritem, ki preko enačbe poveže molekulske deskriptorje (npr. struktura, molska masa, molekulska prostornina, površina, porazdelitev naboja, ...) z biološkim učinkom. 
Oblikovanje modela QSAR je zelo kompleksen proces, poenostavljeno pa ga lahko predstavimo kot funkcijo f(x)=y. X so v tem primeru molekulski deskriptorji, y pa biološki oz. toksični učinki. Za razvoj uporabimo spojine z znanimi toksičnimi učinki (y), katerim izračunamo oz. izmerimo molekulske deskriptorje (x). Sledijo zapleteni matematični postopki, s katerimi določimo enačbo, katere vrednosti se najbolj približa eksperimentalnim vrednostim.
Na tak način nam omogočijo napovedovanje biološke aktivnosti že poznanih spojin, ki še niso bile biološko testirane.
QSAR model torej vsebuje tri glavne elemente:

Molekulski deskriptorji, s katerimi opišemo strukturo spojine. Te razdelimo na več skupin:
- Konstitucijski, ki opisujejo kemijsko sestavo spojine npr. molekulska masa, število atomov ali vezi v molekuli itd.
- Topološki, kot je npr. 2D strukturna formula, razporeditev atomov v molekuli, ...
- Geometrijski, kot je npr. 3D struktura molekule,, prostornina, površina molekule, ...
- Elektrostatski, ki opisujejo porazdelitev naboja.
- Kvantnokemijski, ki opisujejo elektronsko strukturo.

Lastnost oz. biološki učinek spojine, ki ga napovedujemo. Na področju toksikologije so to lahko:
- Mutagenost
- Kancerogenost
- Teratogenost
- Toksičnost za vodne organizme
- Biorazgradljivost
- Biokoncentracija
- Bioakamulacija
- Kardiotoksičnost

Algoritem, ki pretvori molekulski deskriptor v napoved.
Posamezen model QSAR je oblikovan za predikcijo samo določenih toksičnih učinkov, na samo tistih molekuah, ki so strukturno podobne tistim, na podlagi katerih je model bil ustvarjen.
Poleg toksikologije, se modele QSAR lahko uporablja tudi v farmaciji (proces razvoja novih zdravil) in regulativi.

### Ekspertni sistemi
Ekspertni sistemi so računalniško osnovani programi, ki na podlagi kemijske strukture napovedujejo toksičnost spojine. Ekspertni sistemi vršijo logično sklepanje na ravni človeškega. Vsebujejo tri osnovne dele: baza znanja, izvševanje sklepanja (po principu ČE – POTEM) in generator pravil.
Za napoved toksičnosti program razčleni strukturo spojine, to izzove določena pravila iz baze znanja, da se zberejo in predstavijo mehanizmu sklepanja, ki še kvalitativno oceni potencialne toksične učinke.
Poleg toksikologije uporabljajo ekspertne sisteme tudi na področju načrtovanja novih učinkovin in pri pojasnjevanju kemijske strukture.
Primer uporabniku prijaznega in prosto dostopnega ekspertnega sistema je Toxtree. Kot alternativno metodo ga je odobrila tudi [[Evropska komisija (EC). Toxtree vsebuje 9 ločenih modulov:
- Cramerjeva pravila,
- Verhaarjeva shema,
- napoved dražilnega učinka na koži,
- napoved držilnega učinka na očeh,
- Benigni/Bossaejeva pravila za napoved mutagenosti in karcinogenosti,
- strukturni elementi biološke razgradljivosti,
- strukturni elementi toksičnosti pri testu na podganjih mikronukleurih,
- razširjena Cramerjeva pravila,
- Strukturni elementi toksičnosti za identifikacijo Michaelovih akceptorjev.[5]

Na podlagi teh pravil je program sposoben napovedati toksične lastnosti spojin.